# ولفگانگ کلف
ولفگانگ کلف (به آلمانی: Wolfgang Kleff) بازیکن فوتبال و دروازه‌بان اهل آلمان است که از سال ۱۹۷۱ میلادی عضو تیم ملی فوتبال آلمان بوده‌است. وی در ۶ بازی ملی حضور داشته است و آخرین بازی ملی خود را در سال ۱۹۷۳ میلادی انجام داد. ولفگانگ کلف در بازی‌های ملی‌اش گلی به ثمر نرساند.